# Josef Maleček
Josef Maleček (ur. 18 czerwca 1903 w Pradze, zm. 26 września 1982 w Bayport) – czechosłowacki hokeista grający na pozycji najpierw napastnika (centra), potem obrońcy, reprezentant kraju, olimpijczyk, tenisista, trener, działacz sportowy, wojskowy.

## Kariera

### Hokej na lodzie
Josef Maleček urodził się w Pradze, która leżała wówczas w Austro-Węgrzech jako syn Karela i Anny z d. Novákova. Miał młodszą urodzoną w 1905 roku siostrę Annę. Był wszechstronnym sportowcem (uprawiał hokej na lodzie, lekkoatletykę, piłkę nożną, tenis). Karierę w hokejową rozpoczął w 1920 roku w Sparcie Praga, w której grał do 1927 roku. Następnie został zawodnikiem LTC Praga, w którym grał do 1945 roku oraz odnosił największe sukcesy w karierze klubowej: 8-krotne mistrzostwo Czechosłowacji (1931–1938), 5-krotne mistrzostwo Protektoratu Czech i Moraw (1939, 1940, 1942–1944), czterokrotnie zdobył Puchar Spenglera (1929, 1930, 1932, 1937) oraz dwukrotnie Puchar Tatrzański (1931, 1932). Był także w sezonie 1936/1937 królem strzelców Czechosłowackiej Ligi Hokejowej (16 goli) oraz mistrzostw Protektoratu Czech i Moraw w 1940 roku (6 goli).
W 1931 roku otrzymał ofertę podpisania kontraktu z klubem ligi NHL, New York Rangers, jednak odrzucił tę ofertę. Był ceniony za swoją grę i cechy, jednak czasem był też krytykowany za to, że lepiej gra w klubie niż w reprezentacji Czechosłowacji.
W 1935 roku wraz z Vlastą Burianem, Čenkiem Šléglem oraz Haną Vítovą wystąpił w 4-minutowej reklamie telewizyjnej pt. Tři muži na silnici (slečnu nepočítaje) (pol. Trzech mężczyzn w drodze (nie licząc damy)).
W 1945 roku został zawodnikiem Slovana Bratysława, gdzie przeniósł się na pozycję obrońcy. Po praskim zamachu w lutym 1948 roku wyemigrował do Szwajcarii, gdzie grał w HC Davos (1948–1949) oraz HC Montana (1949–1950), a także próbował stworzyć reprezentację emigracyjną. Następnie wyjechał do RFN, gdzie w latach 1950–1951 był grającym trenerem Krefelder EV. Następnie grał w latach 1951–1952 ponownie w HC Montana oraz w latach 1952–1953 ponownie w Krefelder EV. W latach 1953–1954 był zawodnikiem Zürich Jaguars, w którym zakończył karierę sportową.
W trakcie kariery sportowej zyskał pseudonim Pepa, Pepi, Joe.

### Kariera reprezentacyjna
Josef Maleček w latach 1922–1939 w reprezentacji Czechosłowacji rozegrał 285 meczów, w których zdobył 216 goli. Dwukrotnie zajął 3. miejsce na mistrzostwach świata (1933, 1938), czterokrotnie zdobył mistrzostwo Europy (1922, 1925, 1929, 1933), czterokrotnie wicemistrzostwo Europy (1926, 1936, 1938, 1939), czterokrotnie zajął 3. miejsce na mistrzostwach Europy (1923, 1931, 1934, 1935) oraz dwukrotnie najlepszym punktującym mistrzostw świata (1933 – 13 punktów, 1935 – 20 punktów), dwukrotnie królem strzelców mistrzostw świata (1933 – 10 goli, 1935 – 12 goli) oraz królem strzelców mistrzostw Europy 1925 (5 goli). Wziął także trzykrotnie udział w turnieju olimpijskim (1924 – z polecenia Ministerstwa Obrony, gdyż był czynnym wojskowym, 1928, 1936). W okresie gry w reprezentacji Czechosłowacji nie wystąpił tylko na mistrzostwach Europy 1932 w Berlinie z powodu kontuzji.

### Tenis
Josef Maleček także grał w tenisa. Wygrał 9 turniejów, a także reprezentował Czechosłowację w Pucharze Davisa 1929, w którym przegrała w półfinale strefy europejskiej z drużyną Niemiec 4:1 oraz czterokrotnie we French Championship (1929, 1933, 1935, 1936) oraz trzykrotnie w Wimbledonie (1929, 1931, 1933).

#### Turnieje wielkoszlemowe
Legenda
     xR, przegrana w x rundzie
     A, brak startu
| Turniej             | 1927 | 1928 | 1929 | 1930 | 1931 | 1932 | 1933 | 1934 | 1935 | 1936 | 1937 | 1938 | 1939 | Tytuły | Z–P   |
| ------------------- | ---- | ---- | ---- | ---- | ---- | ---- | ---- | ---- | ---- | ---- | ---- | ---- | ---- | ------ | ----- |
| French Championship | A    | A    | 3R   | A    | A    | A    | 4R   | A    | 3R   | 2R   | A    | A    | A    | 0 / 4  | 8 – 4 |
| Wimbledon           | A    | A    | A    | 1R   | A    | 1R   | 1R   | A    | A    | A    | A    | A    | A    | 0 / 3  | 0 – 3 |

## Sukcesy

### Zawodnicze
LTC Praga
- Mistrzostwo Czechosłowacji: 1931, 1932, 1933, 1934, 1935, 1936, 1937, 1938
- Mistrzostwo Protektoratu Czech i Moraw: 1939, 1940, 1942, 1943, 1944
- Puchar Spenglera: 1929, 1930, 1932, 1937
- Puchar Tatrzański: 1931, 1932

Reprezentacyjne
- 3. miejsce na mistrzostwach świata: 1933, 1938
- Mistrzostwo Europy: 1922, 1925, 1929, 1933
- Wicemistrzostwo Europy: 1926, 1936, 1938, 1939
- 3. miejsce na mistrzostwach Europy: 1923, 1931, 1934, 1935

### Indywidualne
- Najlepszy punktujący mistrzostw świata: 1933
- Król strzelców mistrzostw świata: 1933, 1935
- Król strzelców mistrzostw Europy: 1925
- Król strzelców Czechosłowackiej Ligi Hokejowej: 1937
- Król strzelców mistrzostw Protektoratu Czech i Moraw: 1940
- Członek Galerii Sławy IIHF: 2003
- Członek Galerii Sławy czeskiego hokeja na lodzie: 2008

### Rekordy
- Najwięcej meczów w reprezentacji Czechosłowacji: 285 meczów
- Najwięcej goli w reprezentacji Czechosłowacji: 216 goli

## Tenis
Josef Maleček także grał w tenisa. Wygrał 9 turniejów, a także reprezentował Czechosłowację w Pucharze Davisa 1929, w którym przegrała w półfinale strefy europejskiej z drużyną Niemiec 4:1 oraz czterokrotnie we French Championship (1929, 1933, 1935, 1936) oraz trzykrotnie w Wimbledonie (1929, 1931, 1933).

### Turnieje wielkoszlemowe
Legenda
     xR, przegrana w x rundzie
     A, brak startu
| Turniej             | 1927 | 1928 | 1929 | 1930 | 1931 | 1932 | 1933 | 1934 | 1935 | 1936 | 1937 | 1938 | 1939 | Tytuły | Z–P   |
| ------------------- | ---- | ---- | ---- | ---- | ---- | ---- | ---- | ---- | ---- | ---- | ---- | ---- | ---- | ------ | ----- |
| French Championship | A    | A    | 3R   | A    | A    | A    | 4R   | A    | 3R   | 2R   | A    | A    | A    | 0 / 4  | 8 – 4 |
| Wimbledon           | A    | A    | A    | 1R   | A    | 1R   | 1R   | A    | A    | A    | A    | A    | A    | 0 / 3  | 0 – 3 |

## Po zakończeniu kariery
Josef Maleček po zakończeniu kariery sportowej w 1955 roku został redaktorem Radia Wolna Europa, dla której pracował nawet po emigracji do Stanów Zjednoczonych. W 1963 roku został mianowany honorowym przewodniczącym Związku Czechosłowackich Sportowców Za Granicą. Zmarł 26 września 1982 roku w Bayport w stanie Nowy Jork na zawał serca, niedługo po śmierci swojej drugiej żony.
W 2003 roku został wprowadzony do Galerii Sławy IIHF, a w 2008 roku do Galerii Sławy czeskiego hokeja na lodzie.

## Opinie o Malecku
Pepę Malečkę poznałem na boisku, pomagał nam w zespołach teatralnych Arena, Tyláček, Švanďak, Rokok i „U Nováků”. Był doskonałym partnerem i pozostał nim nawet na wygnaniu. Kiedyś był redaktorem sportowym w Wolnej Europie, a nawet kiedy przeniósł się do Ameryki, pisał programy sportowe dla RWE. Był prezesem Związku Zagranicznych Sportowców... Maleček na każdej imprezie opowiada, jak po lutym wyjechał z Czechosłowacji. Paszport peruwiański otrzymał od znajomego w ambasadzie peruwiańskiej, a kiedy z nim dotarł na granicę, celnik odprawił go bez większych opóźnień. Kiedy Pepa wyjeżdżał, zawołał za nim: „Ależ panie Maleček, jest pan ostatnim Peruwiańczykiem, którego tu wpuszczamy!”
 – Jára Kohout